# Великолепное трио
«Великолепное трио» (англ. The Magnificent Trio, кит. трад. 邊城三俠, упр. 边城三侠, палл. Бянь чэн сань ся, буквально: «Три рыцаря приграничного города») — гонконгский фильм режиссёра и сценариста Чжан Чэ, вышедший в прокат в 1966 году.

## Сюжет
Вэй Хуайюань — продажный начальник уезда времён конца династии Мин. Его дочь Вэньчжэнь — заложница простолюдинов, надеющихся принудить её отца отменить земельный налог в соответствии с императорским указом. Их поддерживает Лу Фан, потомок генеральской семьи, и его подчинённый Хуан Лян. Фан освобождает Вэньчжэнь ради её безопасности, но попадает в ловушку и подвергается пыткам магистрата. Янь Цзыцин, один из охранников двора семьи Вэй, тайно освобождает пленника. Преследуемые властями, Фан и Цзыцин штурмуют контору начальника, но чиновник пытается отвертеться от своих злодеяний и подаёт обоим отравленное вино. Предупреждённые Вэньчжэнь, двое остаются в живых, но их окружают войска Вэй, когда Лян приходит на помощь и умирает. Предпочтя справедливость родству, Вэньчжэнь представляет документы, изобличающие её отца, военному министру Юань Чунхуаню. После казни магистрата Лу Фан переходит к Чунхуаню.

## В ролях
| Актёр             | Роль                    |
| ----------------- | ----------------------- |
| Маргарет Ту Чуань | Су Ин                   |
| Цинь Пин          | Вэй Вэньчжэнь           |
| Фанни Фань        | Сяо Сянгуа              |
| Ван Юй            | Лу Фан                  |
| Ло Ле             | Янь Цзыцин              |
| Чжэн Лэй          | Хуан Лян                |
| Пань Инцзы        | Гао Цзинъюй             |
| Чэнь Хунле        | Шэн Цзянь               |
| Лэй Мин           | Вэй Хуайюань            |
| Цзинь Тун         | Гао Цзисянь             |
| У Цзинли          | Лин Лун                 |
| Чжан Пэйшань      | бандит                  |
| Тянь Фэн          | Гао Баоши               |
| Ли Ин             | министр Юань Чунхуань   |
| У Ма              | бандит                  |
| Фэн И             | мастер Хань Жуй         |
| Тан Ди            | мастер Цянь             |
| Лэй Ваньчун       | советник магистрата     |
| Ку Фэн            | Ли Чжуянь               |
| Чжао Сюн          | бандит, убитый в тбрьме |
| Ван Чанчи         | Ли Жушань               |

## Съёмочная группа
- Компания: Shaw Brothers
- Продюсер: Шао Жэньмэй[англ.]
- Режиссёр: Чжан Чэ
- Сценарист: Чжан Чэ
- Ассистент режиссёра: Сюн Тинъу
- Постановка боевых сцен: Тан Цзя[кит.], Лау Калён
- Монтажёр: Цзян Синлун[кит.]
- Грим: У Цзян
- Оператор: Ван Юнлун
- Композитор: Ван Фулин[кит.]